# 29e corps mécanisé
Le 29e corps mécanisé (russe : 29-й механизированный корпус, numéro d'unité militaire 8300) est un corps mécanisé de l'Armée rouge. Formé en mars 1941 dans le district militaire de Transbaïkalie, le corps est dissous deux mois plus tard.

## Historique
Le 29e corps mécanisé est formé en mars 1941, faisant partie de la 17e armée du district militaire de Transbaïkalie. Stationné sur le territoire de la république populaire mongole, le corps comprend les 57e et 61e divisions de chars, respectivement à Bayanterem, et Tamtsakbulak,, et la 82e division motorisée à Bayantümen (en). Les deux divisions de chars sont nouvellement formées et la 82e division motorisée a été mise sur pied en 1940. Le corps comprend également le 30e régiment motocycliste à Bayantümen. Le corps est équipé de 1 011 chars lors de sa formation. Il est commandé par le général-major Mikhaïl Pavelkine (ru).
Le corps est dissous le 7 mai et ses unités passent sous le commandement direct de la 17e armée. La 57e division de chars passe au 5e corps mécanisé et est transférée avec lui dans le district militaire de Kiev.